# Lasse Voss
Lasse Voss  (født 17. november 1989 i Søborg) er en dansk film- og teaterskuespiller. Han debuterede som 15-årig i tv-serien Ørnen.
Han har medvirket i film, tv-serier og reklamer samt professionelle opsætninger på forskellige danske teaterscener.

## Filmografi

### Tv-serier
| År   | Titel                             | Rolle                            |
| ---- | --------------------------------- | -------------------------------- |
| 2019 | Den som dræber - Fanget af mørket | Nick                             |
| 2017 | Perfect Pair                      | Nick                             |
| 2015 | Heartless                         | Kammertjener                     |
| 2005 | Ørnen                             | Hallgrimm Ørn Hallgrimmson (ung) |

### Film
| År   | Titel    | Rolle  |
| ---- | -------- | ------ |
| 2019 | Splittet | August |
| 2016 | Asken    | Elias  |
| 2016 | Lisa     | Martin |